# 扎爾法斯 (新澤西州)
扎爾法斯（英語：Zarephath）是位於美國新澤西州薩默塞特縣的普查規定居民點。

## 人口
根據2020年美國人口普查的數據，扎爾法斯的面積為1.13平方千米，當中陸地面積為1.04平方千米，而水域面積為0.09平方千米。當地共有人口69人，而人口密度為每平方千米61.06人。